# Deborah Bowman
Deborah Bowman (anglès: Debbie Bowman-Sullivan)  (Southport, 4 de juliol de 1963), de casada Deborah Bowman-Sullivan és una jugadora d'hoquei sobre herba australiana, ja retirada, que va competir durant les dècades de 1980 i 1990.
El 1988 va prendre part en els Jocs Olímpics de Seül, on guanyà la medalla d'or en la competició d'hoquei sobre herba. Quatre anys més tard, als jocs de Barcelona, fou cinquena en la mateixa competició.
Després de la seva carrera passà a exercir d'entrenadora d'hoquei. El 2000 va rebre la Medalla australiana de l'esport. El 2009 va ser incorporada al Saló de la fama de l'esport de Queensland.